# Czaple (Ełk)

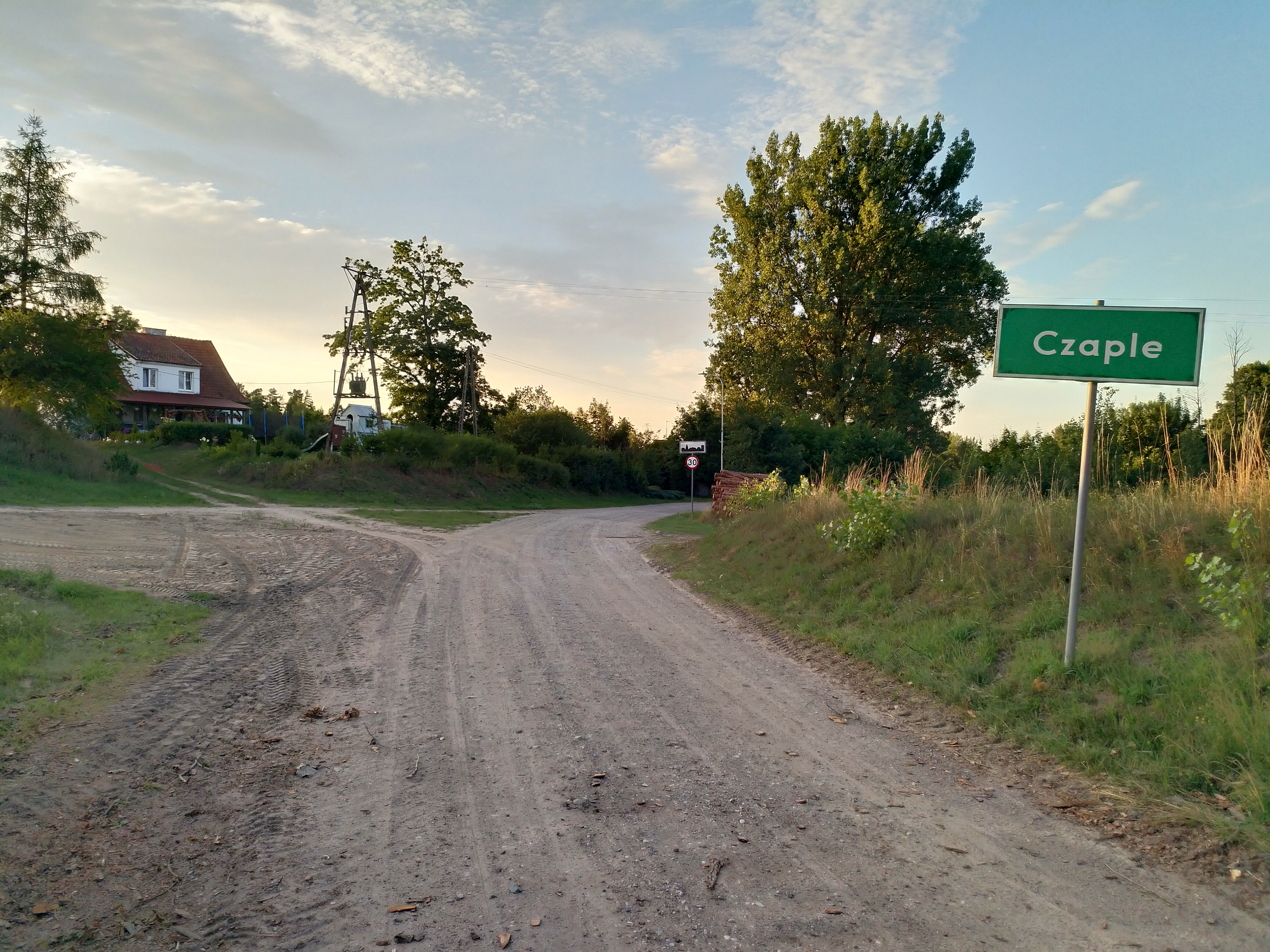
Czaple (2024)

Czaple (deutsch Zappeln) ist ein kleiner Ort in der polnischen Woiwodschaft Ermland-Masuren, der zur Gmina Ełk (Landgemeinde Lyck) im Powiat Ełcki (Kreis Lyck) gehört.

## Geographische Lage
Czaple liegt im Osten der Woiwodschaft Ermland-Masuren, elf Kilometer nordöstlich der Kreisstadt Ełk (Lyck).

## Geschichte
Der nach 1818 Zaplen und bis 1945 Zappeln genannte kleine Ort wurde im Jahre 1471 gegründet. Zwischen 1874 und 1945 war das Dorf in den Amtsbezirk Soffen (polnisch Krokocie) eingegliedert, der zum Kreis Lyck im Regierungsbezirk Gumbinnen (ab 1905 Regierungsbezirk Allenstein) in der preußischen Provinz Ostpreußen gehörte.
Im Jahr 1910 verzeichnete Zappeln 44 Einwohner. Ihre Zahl stieg bis 1933 auf 66 und belief sich 1939 auf 68. Aufgrund der Bestimmungen des Versailler Vertrags stimmte die Bevölkerung im Abstimmungsgebiet Allenstein, zu dem Zappeln gehörte, am 11. Juli 1920 über die weitere staatliche Zugehörigkeit zu Ostpreußen (und damit zu Deutschland) oder den Anschluss an Polen ab. In Zappeln stimmten 20 Einwohner für den Verbleib bei Ostpreußen, auf Polen entfielen keine Stimmen.
In Kriegsfolge kam Zappeln 1945 mit dem gesamten südlichen Ostpreußen zu Polen und trägt seither die polnische Namensform Czaple. Heute ist der Ort in das Schulzenamt (polnisch Sołectwo) Chełchy (Chelchen, 1938–1945 Kelchendorf) einbezogen und somit Teil der Gmina Ełk (Landgemeinde Lyck) im Powiat Ełcki (Kreis Lyck), bis 1998 der Woiwodschaft Suwałki, seither der Woiwodschaft Ermland-Masuren zugehörig.

## Religionen
Bis 1945 war Zappeln in die evangelische Kirche Stradaunen (polnisch Straduny) in der Kirchenprovinz Ostpreußen der Evangelischen Kirche der Altpreußischen Union sowie in die katholische St.-Adalbert-Kirche in Lyck (Ełk) im Bistum Ermland eingepfarrt.
Heute gehört Czaple zur katholischen Pfarrei Straduny im Bistum Ełk der Römisch-katholischen Kirche in Polen. Evangelische Kirchenglieder halten sich zur Kirchengemeinde in Ełk, einer Filialgemeinde der Pfarrei Pisz (deutsch Johannisburg) in der Diözese Masuren der Evangelisch-Augsburgischen Kirche in Polen.

## Verkehr
Czaple ist auf einer Nebenstraße von Chełchy (Chelchen, 1938–1945 Kelchendorf) aus zu erreichen. Chełchy ist auch die nächste Bahnstation an der nur noch im Güterverkehr sporadisch befahrenen Bahnstrecke Ełk–Olecko.